# Cinarco di Cinarca
Titre
Seigneur de Cinarca
Cinarco di Cinarca ou Cinarco Colonna di Cinarca est un noble corse imaginaire des IXe et Xe siècles. Il n'y a aucune preuve historique à ce sujet. 

## Biographie
Il est l'un fils cadet de Ugo Colonna, premier comte de Corse. Son nom donnera celui de la seigneurie qu'il reçoit de son père : Cinarca. Il y fait bâtir un château qui deviendra le "siège principal de la Corse",,. Il reçoit aussi la seigneurie de Saint Georges située à proximité de l'actuelle ville d'Aiacciu.
Il est le premier à porter le titre de comte de Cinarca.
Il est l'un des seigneurs les plus puissants de Corse. Ses descendants sont appelés Cinarchesi, par opposition au Biancolacci descendants de Bianco Colonna, son frère aîné, qui hérita du comté de Corse. Au XIIIe siècle les Cinarchesi prendront le pouvoir par l'intermédiaire de Giudice di Cinarca et renverseront les Biancolacci.